# Čimelice
Čimelice jsou obec v severní části okresu Písek, v Jihočeském kraji. K Čimelicím patří také osada Krsice, s níž zde dohromady žije přibližně 1 000 obyvatel. Zřejmě největší stavbou v Čimelicích je barokní schwarzenberský zámek z roku 1720.

## Poloha a doprava
Obec se nachází na dopravní tepně – silnici I/4 ze Strakonic a Písku do Prahy. Má vlastní nádraží (na trati Zdice–Protivín), obchody, které prosperují díky silnici probíhající přímo skrz obec. V okolí Čimelic a Krsic jsou velké rybníky se jmény: Bisingrovský, Zhoř, Nerestec, Stejskal, Valný, Zástava. Katastry obou částí protéká říčka Skalice, která se vlévá do Otavy.

## Historie
První písemná zmínka o obci pochází z období až po roce 1400, ale tato oblast byla zřejmě osídlena již v pravěku. Obec je často spojována s koncem druhé světové války. Spekuluje se, že byla v místní vile na okraji obce podepsána kapitulace, která měla ukončit druhou světovou válku v Evropě. Pamětníci ovšem tvrdí, že kapitulace byla podepsána v nedalekém mlýně v obci Rakovice.[zdroj?]

## Části obce
Obec Čimelice se skládá ze dvou částí na dvou stejnojmenných katastrálních územích:
- Čimelice
- Krsice

V letech 1850–1874 k obci patřily i Dolní Nerestce, Pohoří, Rakovické Chalupy a Slavkovice.

## Pamětihodnosti
- Schwarzenberský zámek Čimelice, je vedený v Seznamu kulturních památek v okrese Písek.
- Kostel Nejsvětější Trojice na náměstí je také vedený v Seznamu kulturních památek v okrese Písek.
- Hřbitovní kaple s empírovou hrobkou Vratislavů z Mitrovic se nachází na hřbitově na jižním okraji obce při silnici na Písek. Místní hřbitov je vedený v Seznamu kulturních památek v okrese Písek.
- Přírodní památka Kopáčovská na severovýchodním okraji obce
- Výklenková kaple zasvěcená svatému Janu Evangelistovi se nachází pod hospodou Na Hvížďalce[5]
- U komunikace z obce směrem na Smetanovu Lhotu, před budovou Policie ČR se nalézá výklenková kaple zasvěcená světcům svatým Václavovi a Josefovi a Panně Marii [5] Tato kaple je vedená v Seznamu kulturních památek v okrese Písek.
- Na náměstí se před kostelem nachází žulový morový sloup se sousoším Nejsvětější Trojice, který vytvořil Jan Karel Hammer,[6][7] sloup je také vedený v Seznamu kulturních památek v okrese Písek. Ve spodní části po stranách sousoší jsou vyobrazení svatého Václava, svatého Jakuba, svatého Ondřeje, svatého Augustina. Socha svatého Bonaventury je umístěna v průčelí sloupu.
- U komunikace do obce ve směru od Písku vlevo se na vysokém podstavci nachází socha svatého Humprechta s laní po boku.
- Ve středu obce, na kamenném mostě přes rybník Kostelák, se nachází čtyři žulové sochy těchto světců: svatý Vojtěch, svatý Norbert, svatý Václav, Jan Nepomucký. Na čtyřbokém podstavci sochy svatého Václava je tento nápis: S. WENCES LAVT OBIIT A : 929 DIE 28 : SEP. Na podstavci se sochou J. Nepomuckého jsou uvedena písmena: B B F V B G V T. Na podstavci svatého Norberta je tento nápis: S. NORBER TVS OBIIT 6. IVNII 1134. Na podstavci svatého Vojtěcha je uvedeno: S : ADAL BERTVS OBIIT XX III. AP. 1001. Most se sochami je vedený v Seznamu kulturních památek v okrese Písek.
- U železničního nádraží se na hranolovém podstavci nalézá zhruba šestimetrový kamenný sloup, zakončený zdobnou hlavicí, jehlancem a kovovým křížkem.
- Venkovská usedlost čp. 26, brána venkovské usedlosti čp. 5 a čp. 6 jsou vedené v seznamu kulturních památek v okrese Písek.

## Osobnosti

### Rodáci
- sochař Ignác Hammer (1741–1801)
- filozof Josef Dastich (1835–1870)
- jazykovědec Josef Perwolf (1841–1892)
- malíř Josef Jelínek (1871–1945)
- polský generál Franciszek Paulik (1886–1940)
- československý generál Josef Dvořák (1892–1960)
- spisovatel, historik a voják Karel VI. Schwarzenberg (1911–1986)
- major letectva u Royal Air Force, československý generál Jaroslav Muzika (1915–1984)
- motocyklový závodník Jaroslav Huleš (1974–2004)

### Ostatní osobnosti
- Žil a pracoval zde sochař a řezbář Jan Karel Hammer (1697–1759)[6]

## Galerie

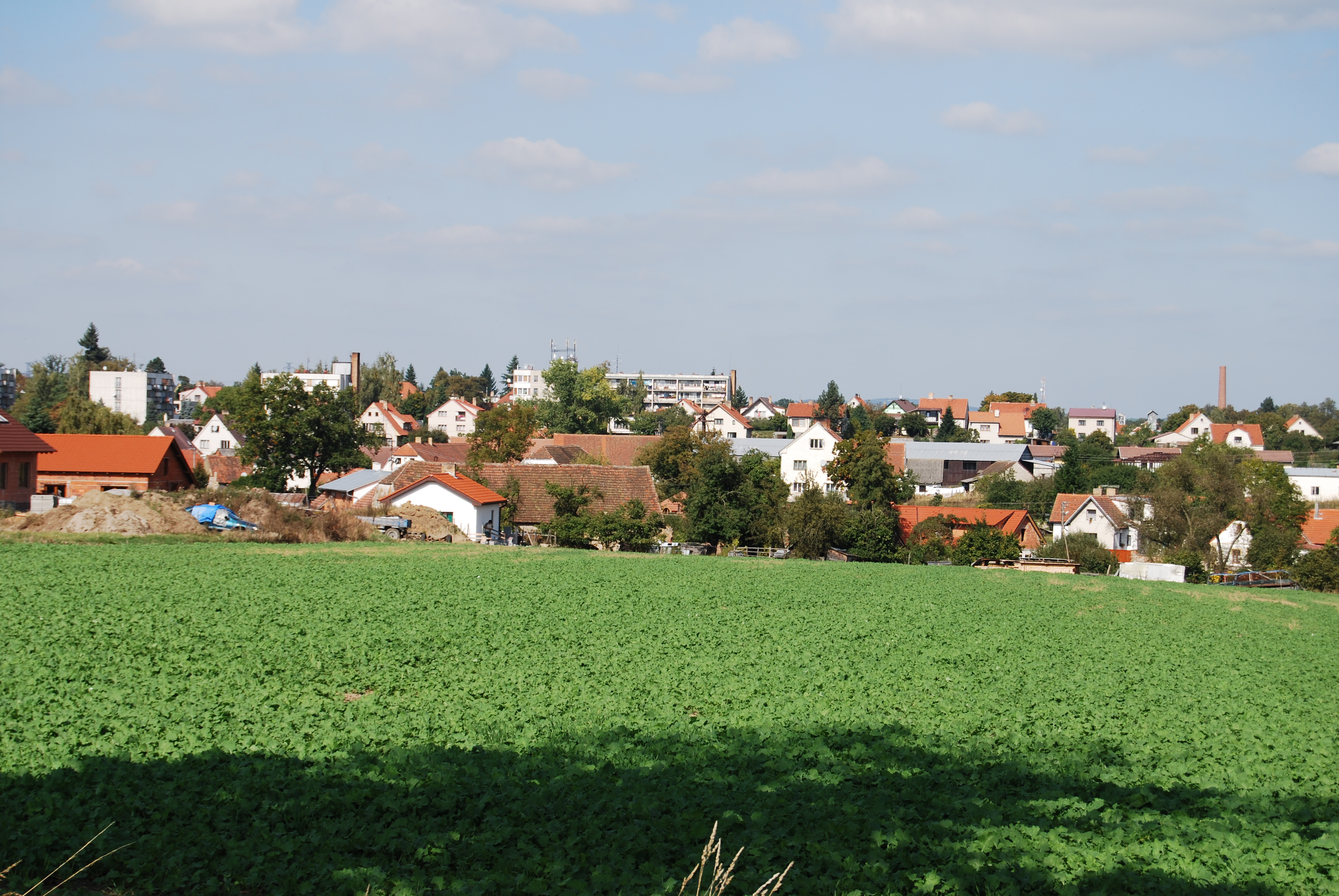
Pohled na Čimelice ze silnice na Smetanovu Lhotu
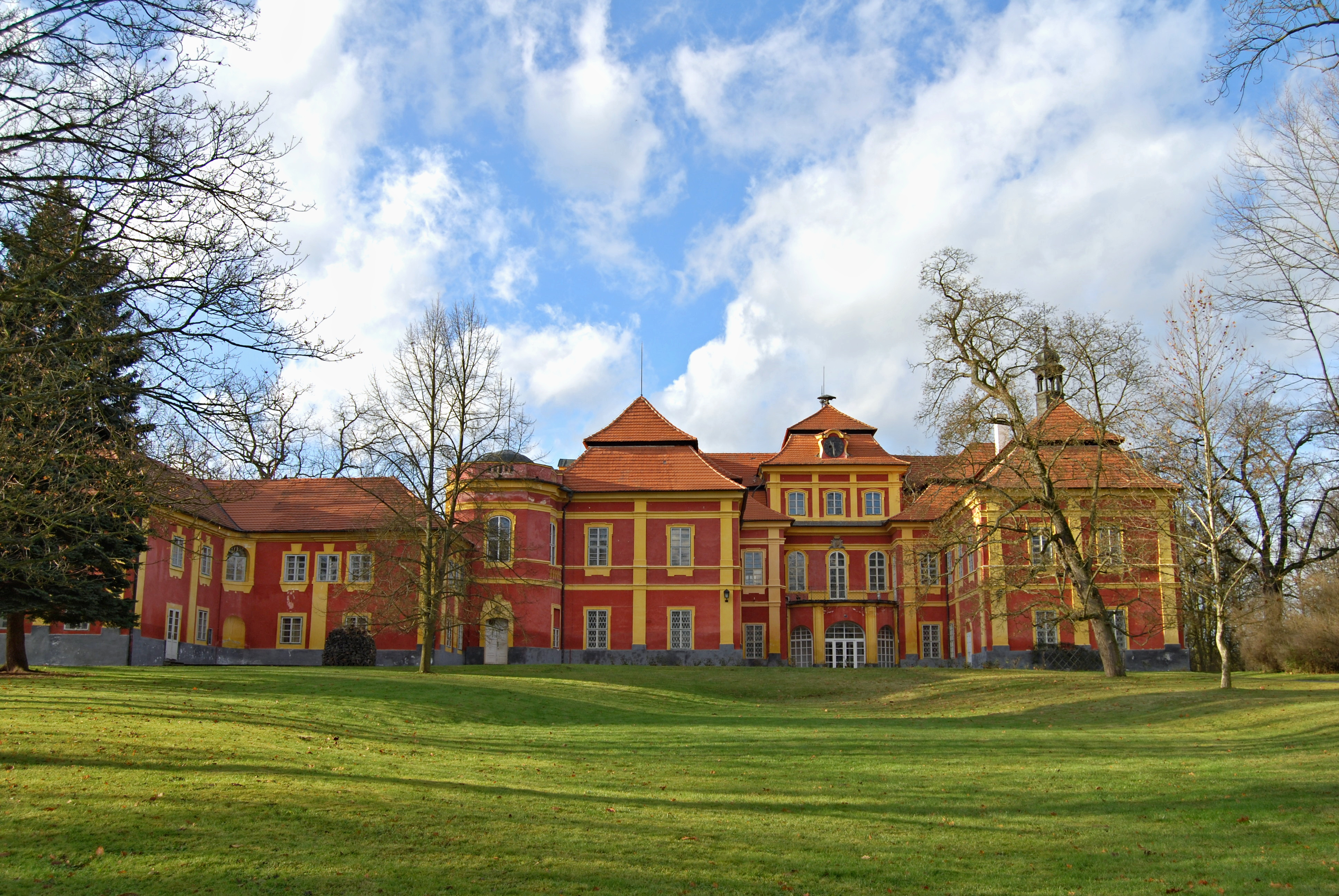
Čimelický zámek, pohled zepředu
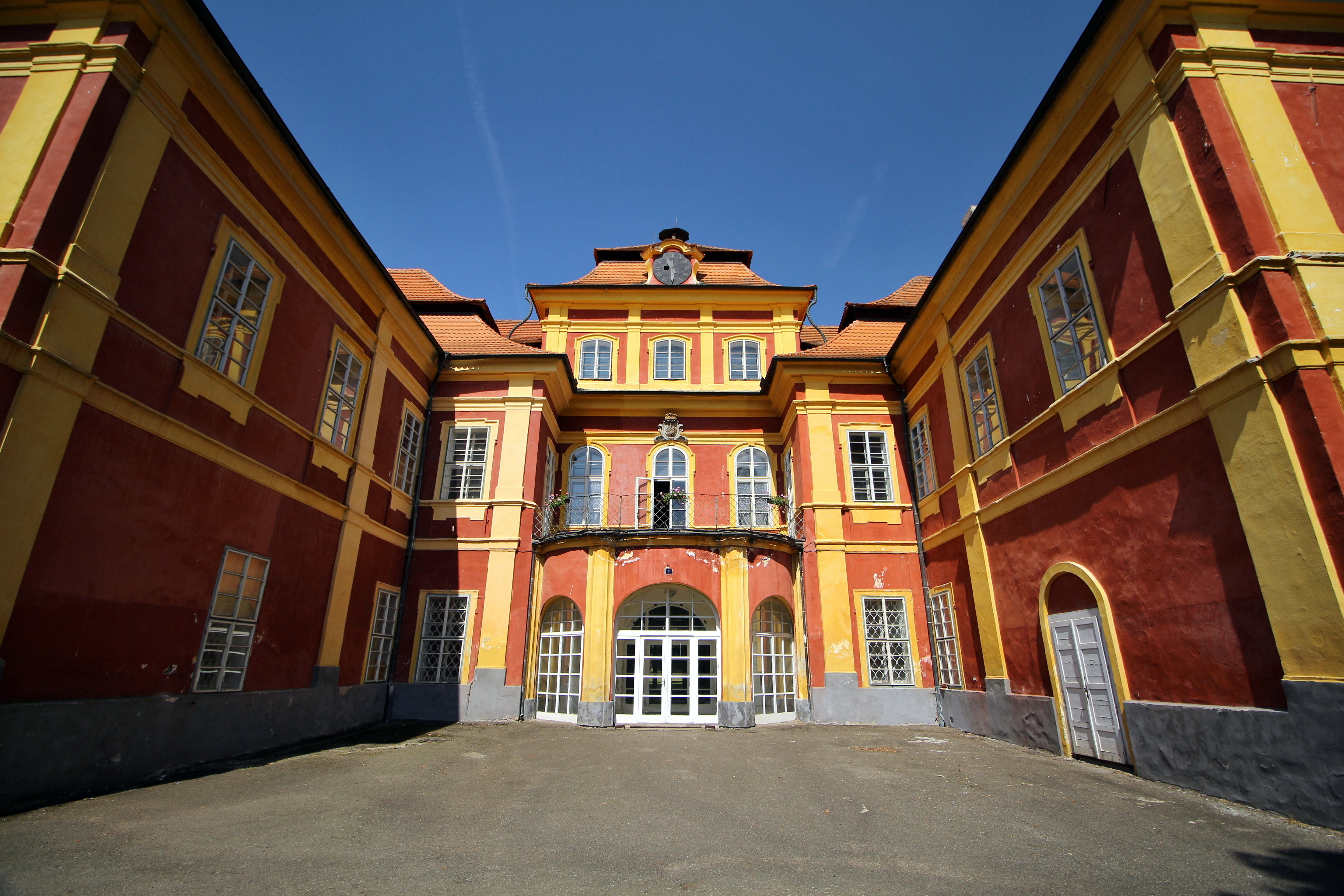
Hlavní průčelí Čimelického zámku
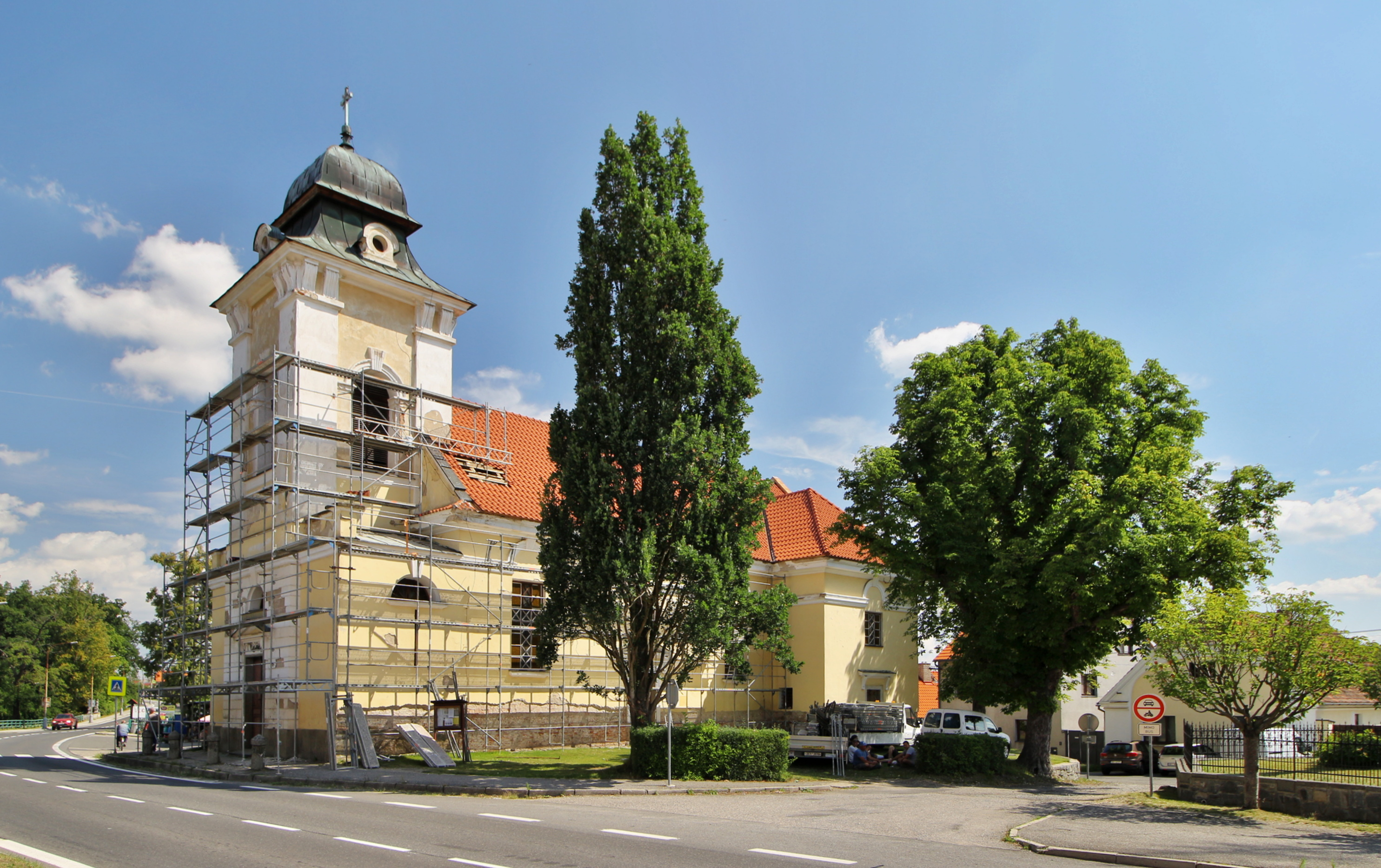
Kostel Nejsvětější Trojice, léto 2018
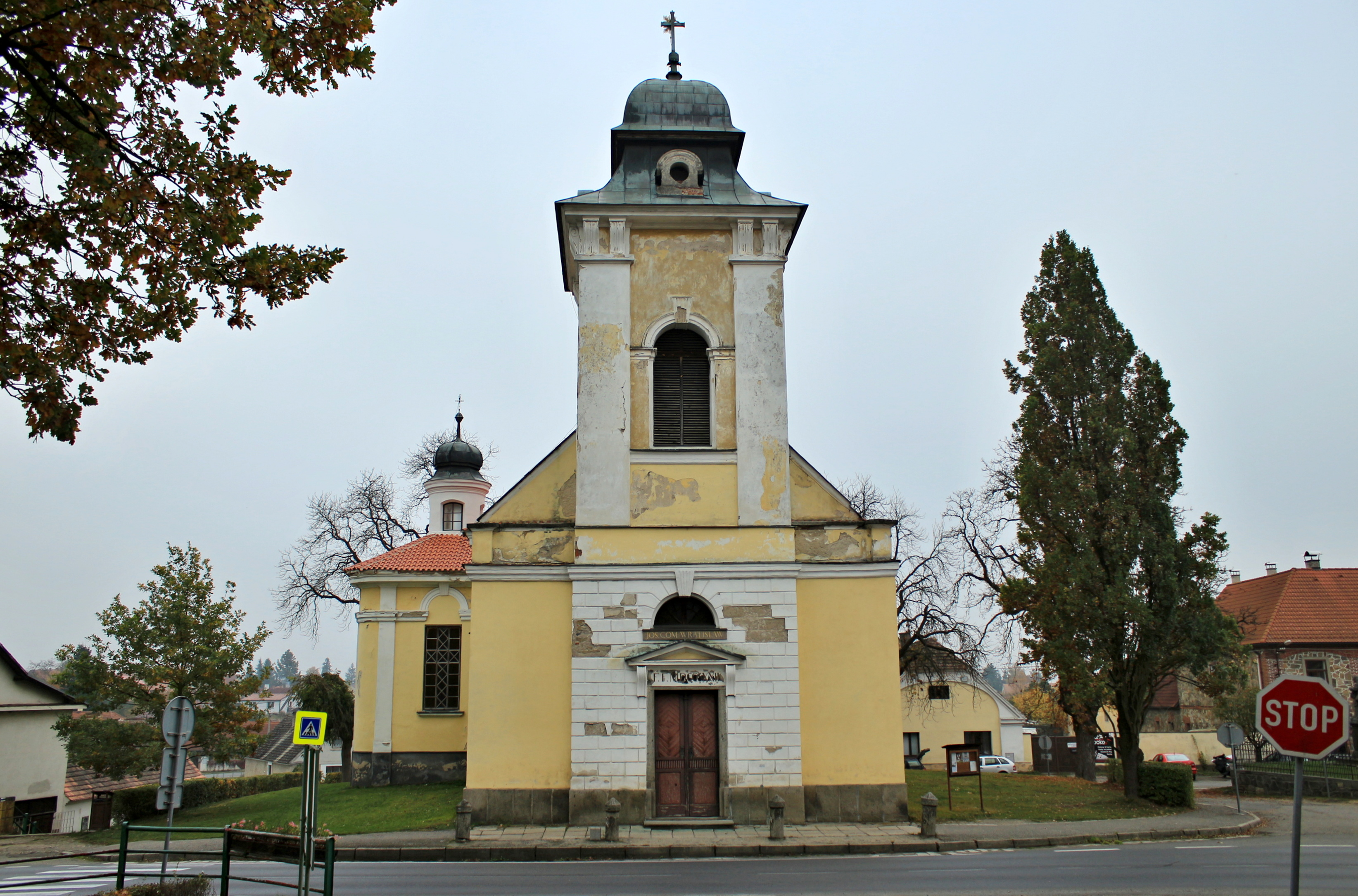
Kostel Nejsvětější Trojice
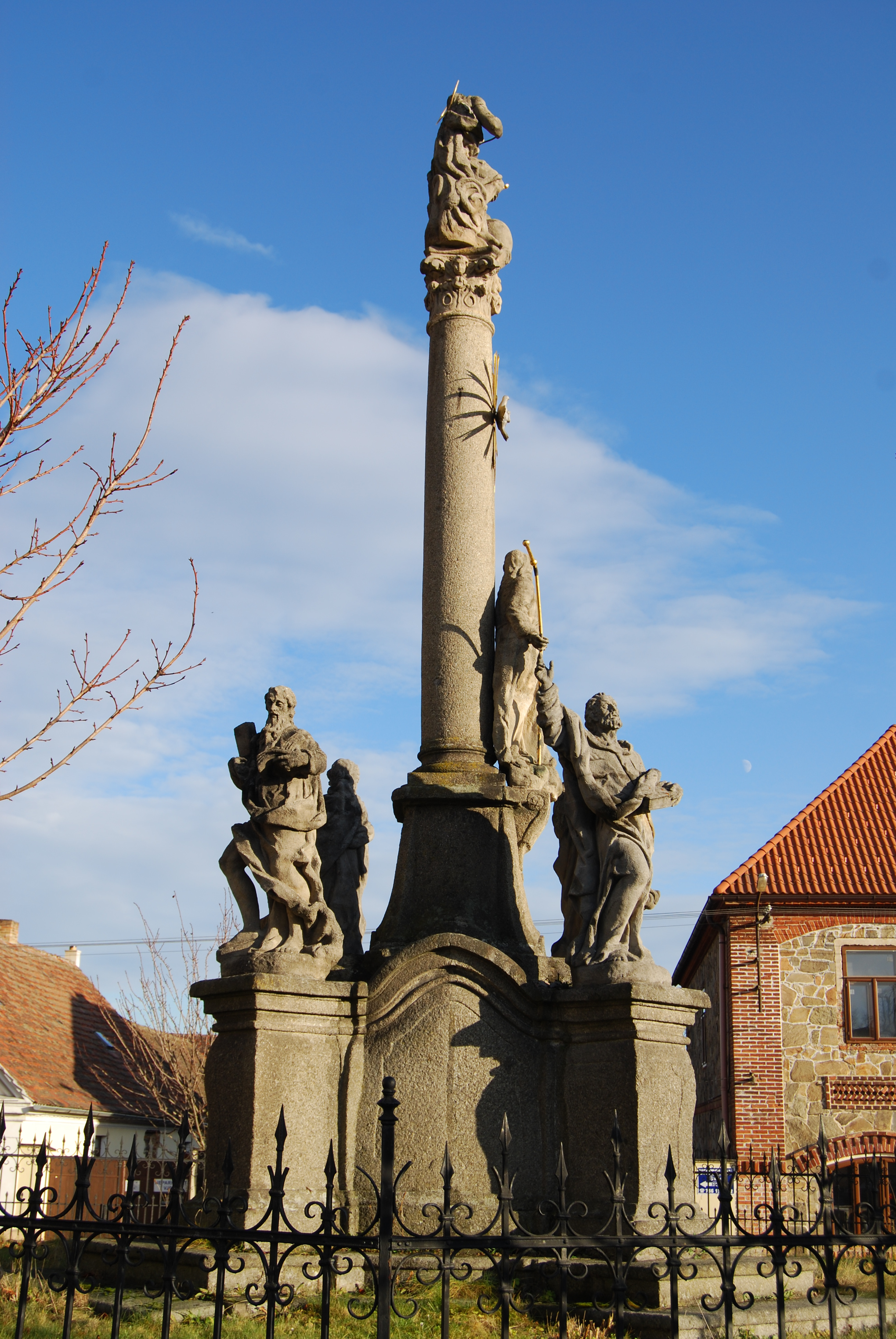
Morový sloup na náměstí
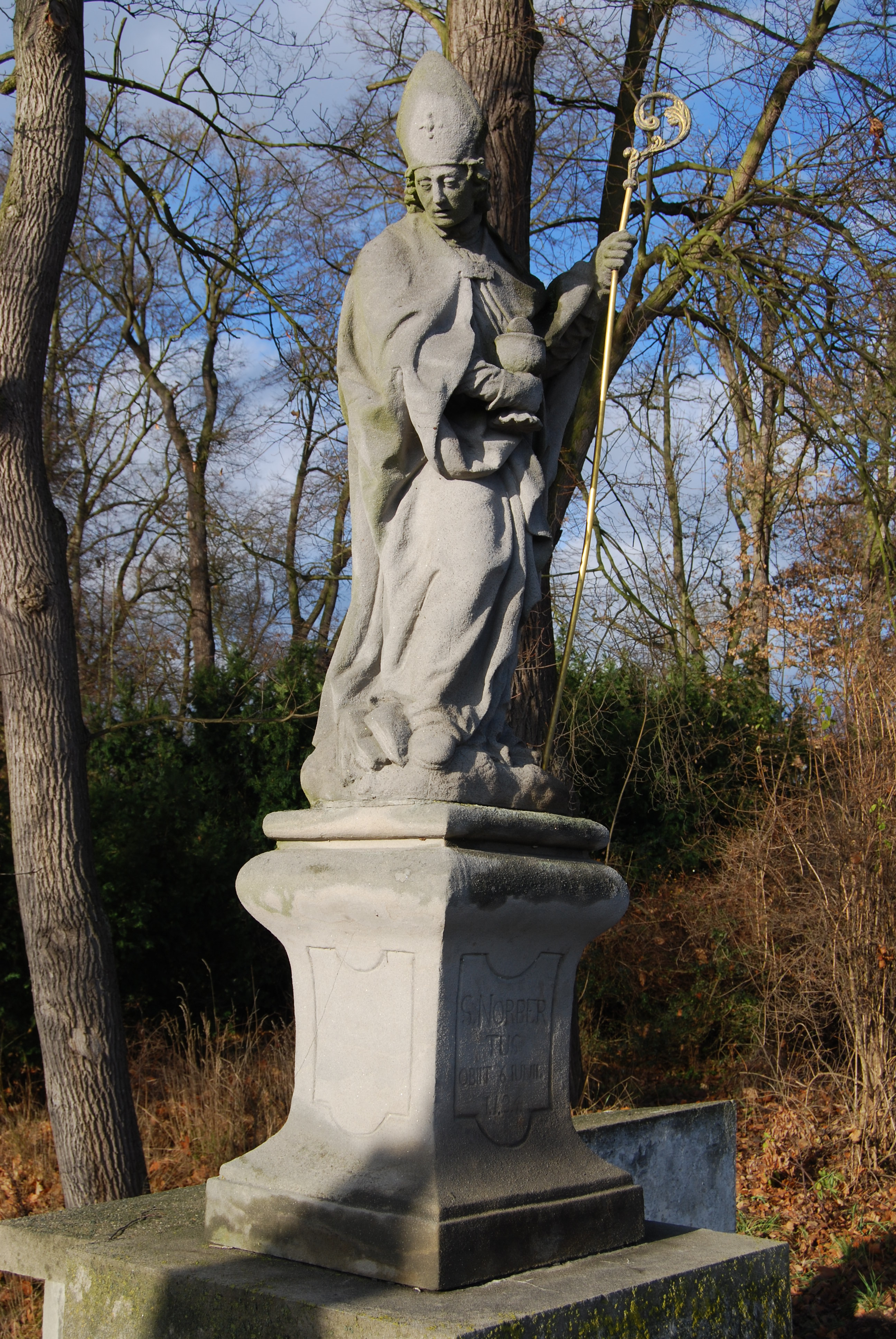
Socha sv. Norberta na mostě
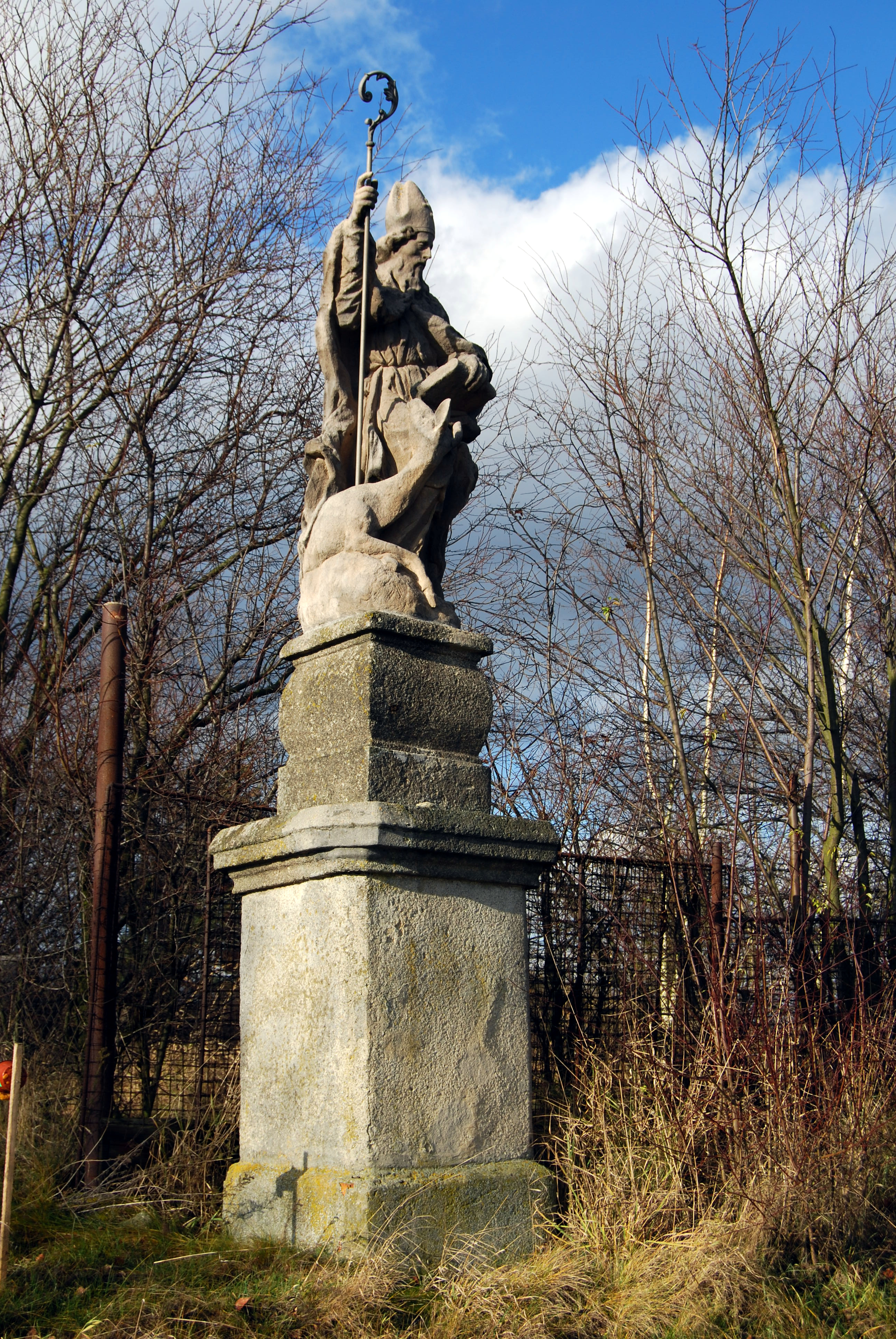
Socha sv. Jiljí s laní po boku u příjezdové komunikace
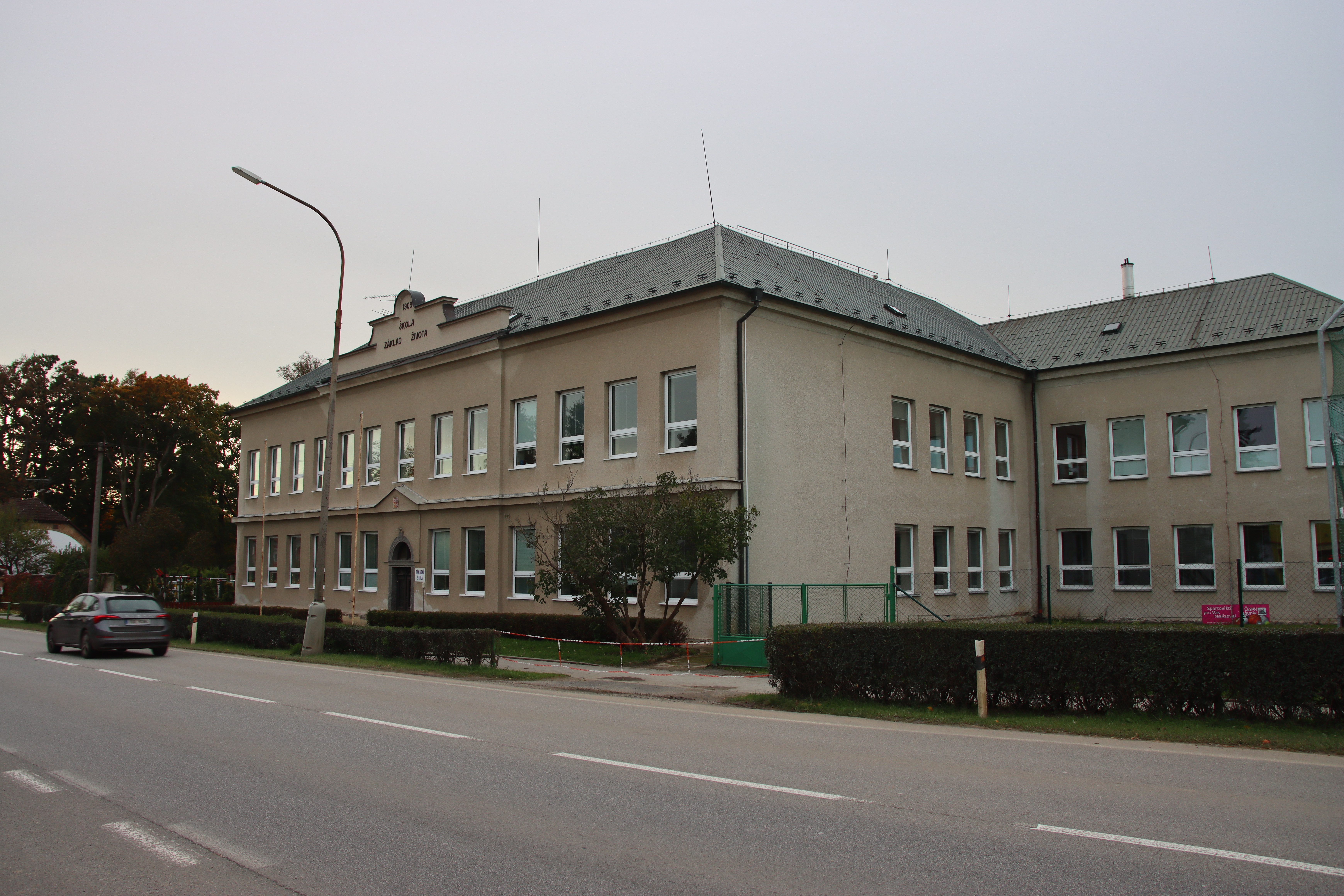
Základní škola